# Bellaire (Texas)
Bellaire ist eine Stadt im Harris County im US-Bundesstaat Texas in den Vereinigten Staaten von Amerika und gehört zur Houston-Sugar Land-Baytown Metropolitan Area. Das U.S. Census Bureau hat bei der Volkszählung 2020 eine Einwohnerzahl von 17.202 ermittelt.

## Geographie
Die Stadt liegt an der Interstate 610 im Südosten von Texas, ist etwa 70 Kilometer vom Golf von Mexiko entfernt und hat eine Gesamtfläche von 9,4 km². Die Entfernung zu Houston im Nordosten beträgt etwa 11 Kilometer.

## Geschichte
William Wright Baldwin, Präsident der South End Land Company und Vize-Präsident der Burlington Railroad, gründete Bellaire und Westmoreland Farms nachdem er die 9449 Morgen große Rice Ranch 1908 gekauft hatte und benannte es nach der gleichnamigen Stadt Bellaire in Ohio, die auch durch seine Eisenbahn angefahren wurde.

## Demografische Daten
Nach der Volkszählung im Jahr 2000 lebten hier 15.642 Menschen in 6.019 Haushalten und 4.321 Familien. Die Bevölkerungsdichte betrug 1.668,3 Einwohner pro km². Ethnisch betrachtet setzt sich die Bevölkerung zusammen aus 89,11 % weißer Bevölkerung, 0,84 % Afroamerikanern, 0,27 % amerikanischen Ureinwohnern, 6,35 % Asiaten, 0,06 % Bewohnern aus dem pazifischen Inselraum und 1,85 % aus anderen ethnischen Gruppen. Etwa 1,52 % stammen von zwei oder mehr Rassen ab und 7,81 % der Bevölkerung sind Spanier oder Latein-Amerikaner.
Von den 6.019 Haushalten hatten 38,8 % Kinder unter 18 Jahre, die im Haushalt lebten. 61,3 % davon waren verheiratete, zusammenlebende Paare. 8,1 % waren allein erziehende Mütter und 28,2 % waren keine Familien. 23,5 % aller Haushalte waren Singlehaushalte und in 9,6 % lebten Menschen, die 65 Jahre oder älter waren. Die Durchschnittshaushaltsgröße betrug 2,58 und die durchschnittliche Größe einer Familie 3,09 Personen.
27,6 % der Bevölkerung waren unter 18 Jahre alt, 3,9 % von 18 bis 24, 29,9 % von 25 bis 44, 26,8 % von 45 bis 64, und 11,9 % die 65 Jahre oder älter waren. Das Durchschnittsalter war 40 Jahre. Auf 100 weibliche Personen aller Altersgruppen kamen 92,8 männliche Personen. Auf 100 Frauen im Alter von 18 Jahren und darüber kamen 86,3 Männer.

Das jährliche Durchschnittseinkommen eines Haushalts betrug 89.775 USD, das Durchschnittseinkommen einer Familie 104.200 USD. Männer hatten ein Durchschnittseinkommen von 72.295 USD gegenüber den Frauen mit 49.766 USD. Das Prokopfeinkommen betrug 46.674 USD. 2,6 % der Bevölkerung und 1,9 % der Familien lebten unterhalb der Armutsgrenze. Davon waren 2,5 % Kinder und Jugendliche unter 18 Jahren und 5,1 % waren 65 oder älter.

## Kriminalität
Die Kriminalitätsrate hat einen Index von 209,1 Punkte. (Vergl. US-Landesdurchschnitt: 329,7 Punkte)

2003 gab es einen Mord, vier Vergewaltigungen, 26 Raubüberfälle, acht tätliche Angriffe auf Personen, 133 Einbrüche, 247 Diebstähle und 19 Autodiebstähle.

## Berühmte Einwohner
Die Schauspieler Randy Quaid und Dennis Quaid wuchsen, obwohl in Houston geboren, in Bellaire auf.